# Саксония-Хилдбургхаузен
Саксония-Хилдбургхаузен (на немски: Herzogtum Sachsen-Hildburghausen) е Ернестинско херцогство в днешна Южна Тюрингия през 1680 – 1826 г. Управлявано е от род Ветини и има за столица до 1684 г. Хелдбург и от 1684 г. град Хилдбургхаузен.

## История
Създава се през 1680 г. чрез наследствената подялба между седемте сина на херцог Ернст I от Саксония-Гота († 26 март 1675). Саксония-Хилдбургхаузен получава вторият най-малък син Ернст (1655 – 1715).
Херцогството влиза през 1806 г. в Рейнския съюз и през 1815 г. в Германския съюз. През 1818 г. получава Конституция.
През 1826 г. Саксония-Хилдбургхаузен попада към Саксония-Майнинген. Херцог Фридрих поема затова херцогство Саксония-Алтенбург.

## Князе и херцози
- 1680 – 1715 Ернст (1655 – 1715)
- 1715 – 1724 Ернст Фридрих I (1681 – 1724)
- 1724 – 1745 Ернст Фридрих II (1707 – 1745), от 1724 – 1728 под опекунството на майка му София Албертина фон Ербах-Ербах
- 1745 – 1780 Ернст Фридрих III Карл (1727 – 1780), от 1745 – 1748 под опекунството на майка му Каролина фон Ербах-Фюрстенау
- 1780 – 1826 Фридрих (1763 – 1834), от 1826 херцог на Саксония-Алтенбург; от 1780 – 1787 под опекунството на роднината му Йозеф Фридрих